# Пясковиці (Нижньосілезьке воєводство)
Пясковиці (пол. Piaskowice) — село в Польщі, у гміні Бистшиця-Клодзька Клодзького повіту Нижньосілезького воєводства.
У 1975-1998 роках село належало до Валбжиського воєводства.